# Vörösvállú vanga
A vörösvállú vanga (Calicalicus rufocarpalis) a madarak osztályának verébalakúak (Passeriformes) rendjébe és a vangagébicsfélék (Vangidae) családjába tartozó faj.

## Rendszerezése
A fajt Steven M. Goodman, A. Frank A. Hawkins és Charles Domergue írták le 1997-ben.

## Előfordulása
Madagaszkár délnyugati részén honos. Természetes élőhelyei a szubtrópusi vagy trópusi száraz cserjések. Állandó, nem vonuló faj.

## Megjelenése
Testhossza 14–15 centiméter, testtömege 15–17,4 gramm.

## Életmódja
Kisebb gerinctelenekkel táplálkozik.

## Természetvédelmi helyzete
Az elterjedési területe nagyon kis, egyedszáma 1000 példány alatti, viszont stabil. A Természetvédelmi Világszövetség Vörös listáján sebezhető fajként szerepel.